# 吉美坚赞
吉美坚赞 Jigme Gyaltsen（藏語：འཇིགས་མེད་རྒྱལ་མཚན།，威利转写：'jigs med rgyal mtshan，1965年12月15日—），青海果洛州人，藏族，拉加寺僧人、教育家。他创办的吉美坚赞民族职业学校被认为是藏区最好的藏文学校之一。
.

## 生平
吉美坚赞出生于青海果洛藏族自治州玛沁县大武乡的一个藏族牧民家庭。1982年在塔尔寺受戒出家。他曾就读于果洛州民族师范学校、青海民族学院预科、青海省佛学院、中国藏语系高级佛学院等校。1990年毕业后回到家乡拉加寺。1992年起出任拉加寺民主管理委员会副主任，并任教于果洛州藏文中学。
1994年，吉美坚赞创办了青海省第一所民办学校——吉美坚赞福利学校（后更名为吉美坚赞民族职业学校），担任校长。与传统藏族社会的僧院教育模式不同，这所学校创新地采用僧俗混校的教学方式，同时不设学生年龄限制。2001年，他创办了果洛州雪域珍宝有限责任公司，任董事长。公司是学校校办企业，主要生产牦牛奶酪产品，其利润用于支持学校的运营，以保障学校的独立办学。2005年他又创建拉加草原女子学校并担任校长。2024年4月，吉美坚赞民族职业学校收到果洛州政府的停办学校通知书，学校于7月14日起被迫关停。
吉美坚赞还担任过青海省政协委员、果洛州人大代表、果洛州政协常委、玛沁县政协副主席、中国民办教育协会常务理事、青海省民办教育协会副会长、果洛州佛教协会副会长等职，并获得过中华慈善奖、黄炎培职业教育奖杰出校长奖等奖项。